# Bobby Joe Edmonds
Bobby Joe Edmonds (Indianapolis, Indiana, 8 de marzo de 1941-12 de noviembre de 1991) fue un jugador de baloncesto estadounidense que disputó dos temporadas en la ABA. Con 1,98 metros de estatura, jugaba en la posición de alero.

## Trayectoria deportiva

### Universidad
Jugó tres temporadas con los Tigers de la Universidad Estatal de Tennessee.

### Profesional
Fue elegido en la cuadragésimo sexta posición del Draft de la NBA de 1964 por Baltimore Bullets, pero su carrera profesional no empezó hasta 1967, cuando fichó por los Indiana Pacers, entonces en la ABA. En su primera temporada promedió 8,0 puntos y 5,2 rebotes por partido.
Tras un año en blanco, regresó en la temporada 1969-70, pero únicamente disputó cuatro partidos, en los que promedió 1,0 puntos y 1,3 rebotes, antes de ser despedido.

## Estadísticas de su carrera en la ABA

### Temporada regular
| Temporada | Edad | Equipo         | Liga | Pos. | P  | TIT | MIN  | TC  | TCA | %TC  | 3P  | 3PA | %3P  | 2P  | 2PA | %2P  | TL  | TLA | %TL  | R.OF. | R.DEF. | REB | ASIS | ROB | TAP | PER | FP  | PTS |
| 1967-68   | 26   | Indiana Pacers | ABA  | SF   | 72 |     | 18.6 | 3.0 | 6.8 | .436 | 0.0 | 0.1 | .167 | 2.9 | 6.7 | .440 | 2.1 | 3.2 | .655 |       |        | 5.2 | 0.4  |     |     | 1.7 | 2.5 | 8.0 |
| 1969-70   | 28   | Indiana Pacers | ABA  | SF   | 3  |     | 4.0  | 0.3 | 1.7 | .200 | 0.0 | 0.0 |      | 0.3 | 1.7 | .200 | 0.3 | 1.0 | .333 | 0.7   | 0.7    | 1.3 | 0.0  |     |     | 0.0 | 0.3 | 1.0 |
| Total     |      |                | ABA  |      | 75 |     | 18.0 | 2.9 | 6.6 | .434 | 0.0 | 0.1 | .167 | 2.8 | 6.5 | .437 | 2.0 | 3.1 | .651 | 0.7   | 0.7    | 5.0 | 0.4  |     |     | 1.6 | 2.5 | 7.7 |

### Playoffs
| Temporada | Edad | Equipo         | Liga | Pos. | P | TIT | MIN  | TC  | TCA | %TC  | 3P  | 3PA | %3P  | 2P  | 2PA | %2P  | TL  | TLA | %TL  | R.OF. | R.DEF. | REB | ASIS | ROB | TAP | PER | FP  | PTS |
| 1967-68   | 26   | Indiana Pacers | ABA  | SF   | 3 |     | 15.7 | 2.0 | 4.7 | .429 | 0.3 | 0.7 | .500 | 1.7 | 4.0 | .417 | 2.3 | 3.0 | .778 |       |        | 6.0 | 0.7  |     |     | 1.7 | 4.0 | 6.7 |
| Total     |      |                | ABA  |      | 3 |     | 15.7 | 2.0 | 4.7 | .429 | 0.3 | 0.7 | .500 | 1.7 | 4.0 | .417 | 2.3 | 3.0 | .778 |       |        | 6.0 | 0.7  |     |     | 1.7 | 4.0 | 6.7 |